# 本德 (密蘇里州)
本德（英語：Bend）是位於美國密蘇里州瑪麗縣的非建制地區。

## 歷史
本德的郵局於1900年設立，其後於1917年停運。

## 地理
本德所處的海拔為高於海平面267米（即876英呎），而該地所採用的時區為UTC-6，即北美中部時區（CST）。同時該地設有夏令時間，為UTC-6調快一小時，即UTC-5（CDT）。